# Mostki (Basses-Carpates)
Pour les articles homonymes, voir Mostki.
Mostki est une localité polonaise de la gmina de Jarocin, située dans le powiat de Nisko en voïvodie des Basses-Carpates.